# باتريك فونك
باتريك كريستان فونك (بالألمانية: Patrick Christian Funk)‏ (مواليد 11 فبراير 1990 في آلن - ألمانيا الغربية) لاعب كرة قدم ألماني يلعب في مركز الوسط الدفاعي.

## روابط خارجية
- باتريك فونك على موقع قاعدة بيانات كرة القدم.إي يو (الإنجليزية)
- باتريك فونك على موقع بيانات كرة القدم. دي إي (الألمانية)
- باتريك فونك على موقع Soccerway.com (الإنجليزية)
- باتريك فونك على موقع عالم كرة القدم.نت (الإنجليزية)
- باتريك فونك على موقع كووورة
- باتريك فونك على موقع AS.com (الإسبانية)